# Randy Pepper
Randy Pepper est un astronome américain.

## Biographie
Il est le cofondateur de l'observatoire George du comté de Fort Bend au Texas.
Le Centre des planètes mineures le crédite de la découverte de deux astéroïdes, effectuée entre 1996 et 1997, tous avec la collaboration de William G. Dillon.
| (35352) Texas | 7 août 1997 |